# روجين لادون
روجين لادون (مواليد 10 نوفمبر 1993) هو ملاكم فلبيني، مثّل بلاده في الألعاب الأولمبية الصيفية 2016.

## روابط خارجية
روجين لادون على موقع بوكس ريك (الإنجليزية) (registration required)
- روجين لادون على موقع اللجنة الأولمبية الدولية (الإنجليزية)
- روجين لادون على موقع أوليمبيديا (الإنجليزية)